# Сантьягу-Майор (Аландроал)
Сантьягу-Майор (порт.  Santiago Maior) - фрегезия (район) в муниципалитете Аландроал округа Эвора в Португалии. Территория – 113,02 км². Население – 2 557 жителей. Плотность населения – 22,6 чел/км².